# Посіви Пандори: Непередбачена ціна цивілізації
«Посіви Пандори: Непередбачена ціна цивілізації» — книга американського популяційного генетика, «дослідника-резидента» у «Національному географічному товаристві» — Спенсера Велза. Видана 2010 року. 
В українському перекладі вийшла 2011 року. Перекладач — Тарас Цимбал.

## Опис
На основі новітніх наукових досліджень автор показує, як широкий спектр явищ сучасного життя — від антропогенної зміни клімату до епідемії ожиріння та психічних розладів — корениться в еволюційній історії, в яку можна зазирнути завдяки вивченню людського геному та його історико-географічного розвитку. Довгочасні еволюційні тенденції викликають фундаментальні питання щодо найближчого майбутнього людства.
Книгу можна сприймати як присвяту «закону непередбачуваних наслідків»: як виникнення осілого способу життя у ході неолітичної революції викликає проблеми, які постають перед людством сьогодні.